# Hoyo de Manzanares
Hoyo de Manzanares ist eine Gemeinde der Comarca Cuenca Alta del Manzanares in der Autonomen Gemeinschaft Madrid in Spanien. Die Gemeinde grenzt im Süden an die Stadt Madrid. Im Nordosten der Gemeinde liegt die Sierra del Hoyo, eine Bergkette, die geologisch zur Sierra de Guadarrama gehört.

## Geographie

### Geographische Lage
Hoyo liegt gänzlich im Biosphärenreservat Cuenca Alta del Manzanares. Im Süden fließt der Bach Arroyo de Trofa. Im Norden ist die Gemeinde durch die Sierra del Hoyo begrenzt. Höchste Erhebung ist mit 1403 m der Estepar.

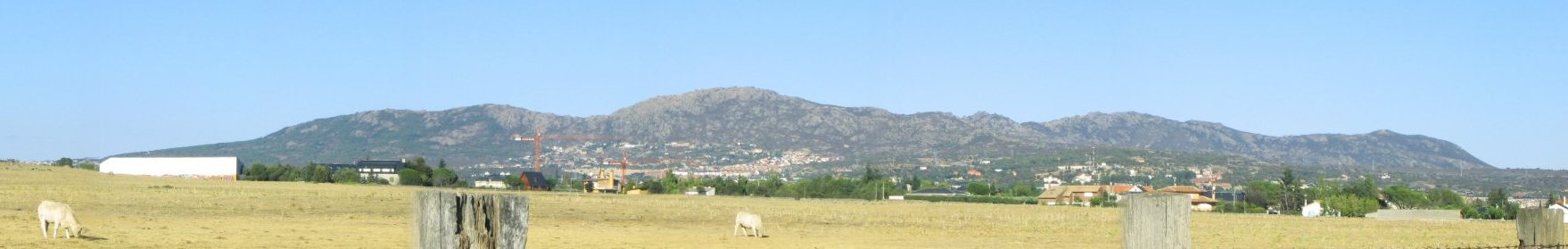
Sierra del Hoyo

Die archäologische Stätte La Cabilda; nordöstlich der Stadt wird seit 2014 ausgegraben. Gefunden wurden Gräber, Gegenstände des täglichen Lebens und Häuser einer bis ins 7. Jahrhundert bestehenden Siedlung. 

### Nachbargemeinden
- Nordwesten: Moralzarzal
- Norden: ?
- Osten: Colmenar Viejo
- Süden: Madrid und Torrelodones

### Klima
Das Klima von Hoyo ist ozeanisch-kontinental.
Siehe auch: Klima Spanien

## Bevölkerung
2006 hatten 84,61 % der Bevölkerung die Spanische Staatsbürgerschaft.
6,83 % kamen aus Süd- und Mittelamerika, 4,37 % aus Europa (2,68 % EU, 1,69 % Nicht-EU) und 3,76 % aus Afrika. Die übrigen verteilen sich auf den Rest der Welt.
| Entwicklung     | 1985  | 1990  | 1995  | 2000   | 2005    | 2006    | 2007 |
| Einwohner       | 1.711 | 2.035 | 2.941 | 3.842  | 6.140   | 6.376   |      |
| Ausländeranteil |       |       |       | 9,58 % | 14,19 % | 15,39 % |      |

## Politik
Nach den Kommunalwahlen am 27. Mai 2007 löste José Antonio Antolinez de Sousa von der Volkspartei Fernando Esteban von den Sozialdemokraten als Bürgermeister ab.

### Gemeinderat
| Gemeindewahlen  | 1987 | 1991 | 1995 | 1999 | 2001 | 2007 |
| Izquierda Unida | 0    | 0    | 1    | 1    | 1    | 2    |
| Partido Popular | 8    | 4    | 8    | 5    | 6    | 4    |
| PSOE            | 3    | 2    | 2    | 2    | 2    | 2    |
| andere          | 0    | 5    | 0    | 5    | 4    | 5    |
| total           | 11   | 11   | 11   | 13   | 13   | 13   |

## Wirtschaft und Infrastruktur

### Verkehr
Etwa 5 km südwestlich liegt die Autobahn A6 (Madrid – A Coruña), von wo es 30 km bis Madrid sind. Mit den Autobuslinien 611 und 611A erreicht man Madrid Moncloa.